# Francina Esteve i Garcia
Francina Esteve i Garcia  (Sant Antoni de Calonge, Baix Empordà, 1960) és una professora universitària, membre del Consell Assessor per a la Transició Nacional.
Professora titular d'universitat de Dret Internacional Públic i Relacions Internacionals (especialitzada en Dret de la Unió Europea) a la Universitat de Girona. Doctora en Dret per la Universitat Autònoma de Barcelona. Especialització en Estudis Europeus pel Col·legi d'Europa (Bèlgica) i màster en Estudis Europeus per la Universitat Autònoma de Barcelona. Les seves principals línies d'investigació són: La lliure circulació de persones i l'espai de llibertat, seguretat i justícia a la Unió Europea. La prestació de serveis en el mercat interior. Les relacions exteriors de la Unió Europea. El principi de no-discriminació en el Dret europeu. El repartiment de competències entre la Unió Europea i els estats membres. Investigadora principal del grup ERJAIDI-UE, modalitat GRC (2009 SGR 236) i del grup de recerca de la Universitat de Girona “Dret social europeu i dret dels treballadors extracomunitaris”. Membre del projecte de recerca sobre El reto del nuevo mapa de las agencias del espacio de Libertad, Seguridad y Justicia de la Unión Europea (MAGELS) (DER 2012-36009).